# Melanagromyza geminata
Melanagromyza geminata este o specie de muște din genul Melanagromyza, familia Agromyzidae, descrisă de Spencer în anul 1962. Conform Catalogue of Life specia Melanagromyza geminata nu are subspecii cunoscute.